# Oceanodroma tethys
Oceanodroma tethys е вид птица от семейство Hydrobatidae.

## Разпространение
Видът е разпространен в Еквадор, Колумбия, Коста Рика, Мексико, Панама, Перу и Чили.